# スーサイドドア

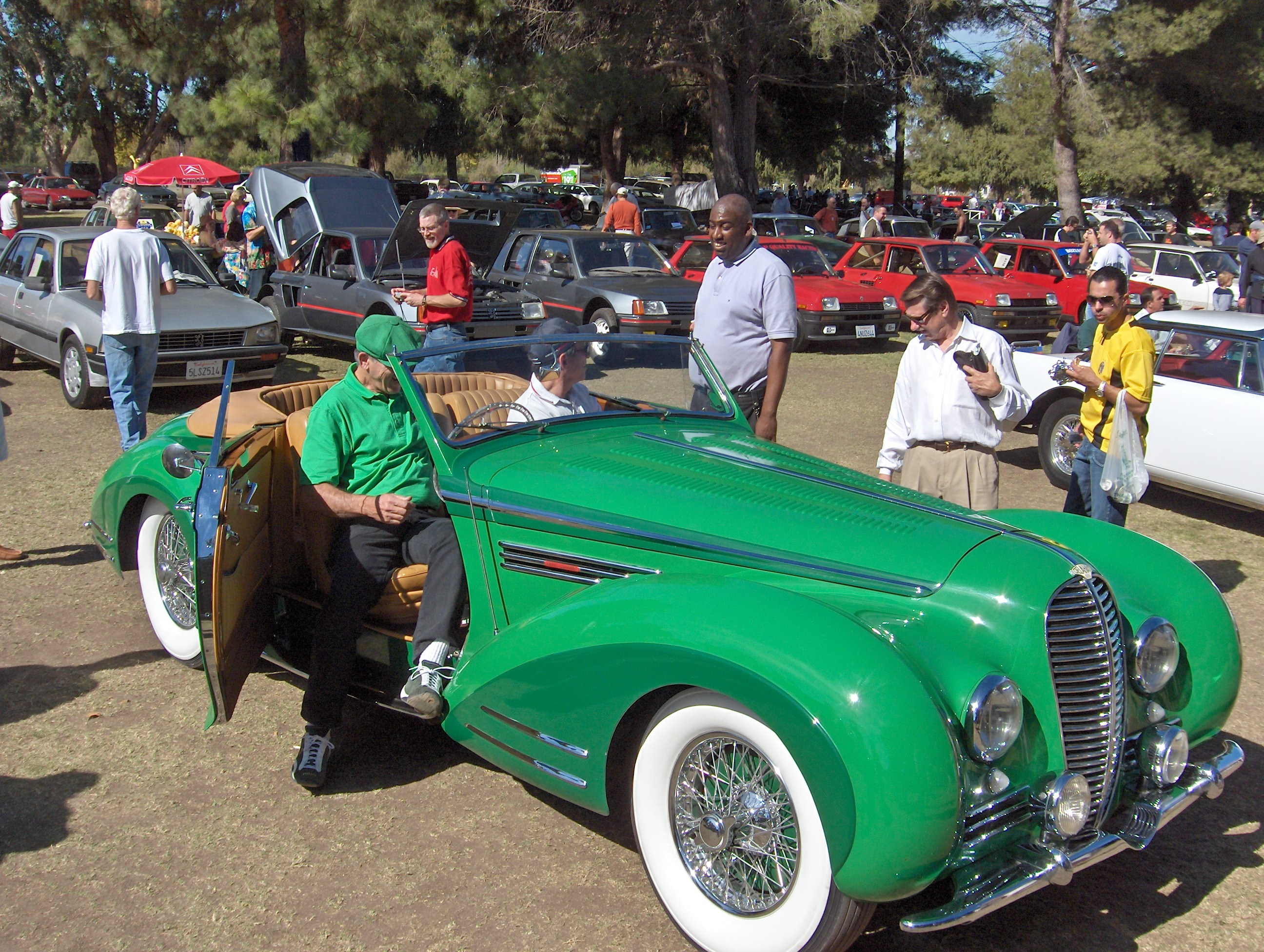
ドライエ・135MSカブリオレ
（1935 - 1954）

4ドア車でのヒンジ位置ニ態
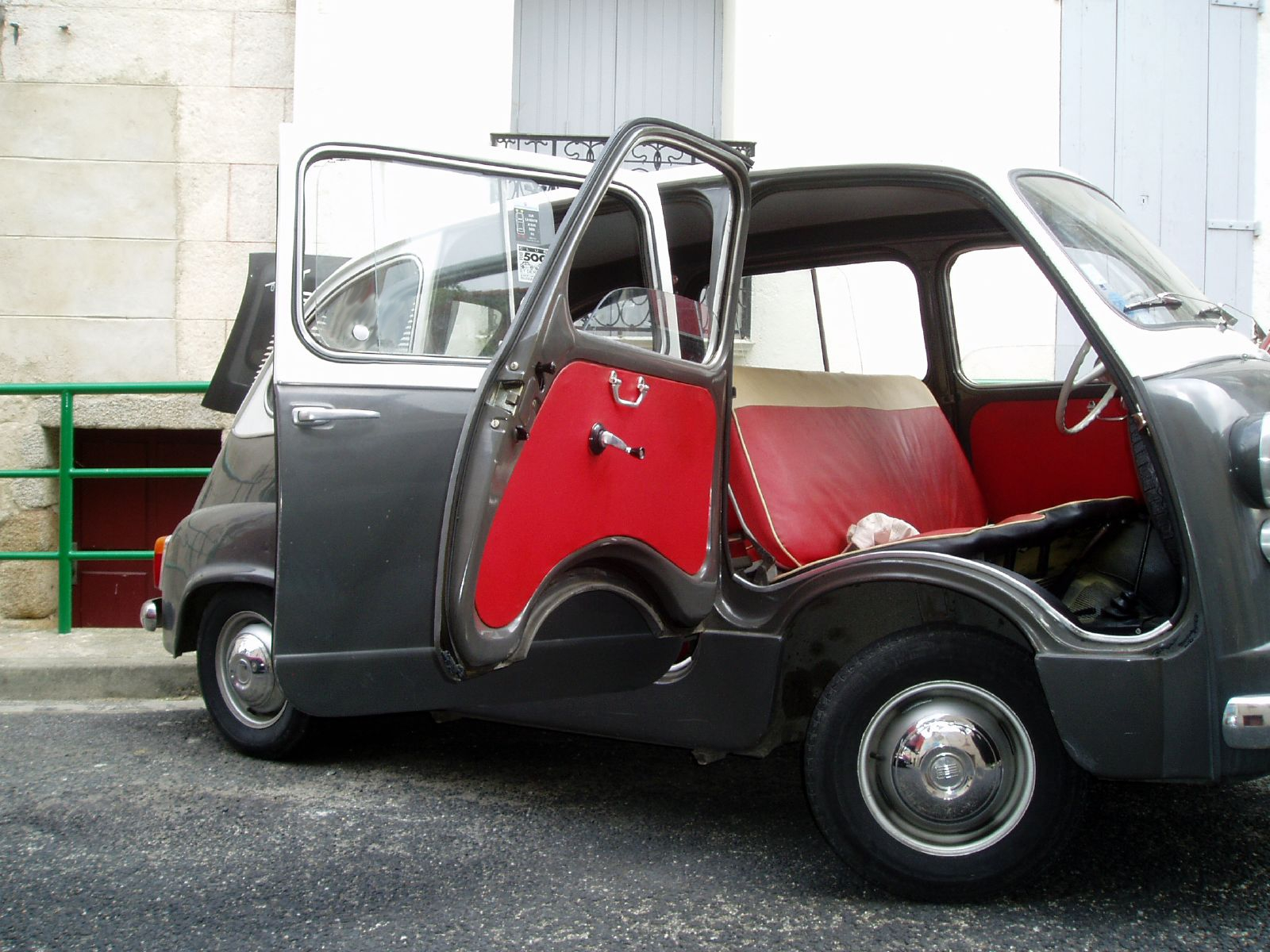
フィアット・ムルティプラ600（1956 - 1967）
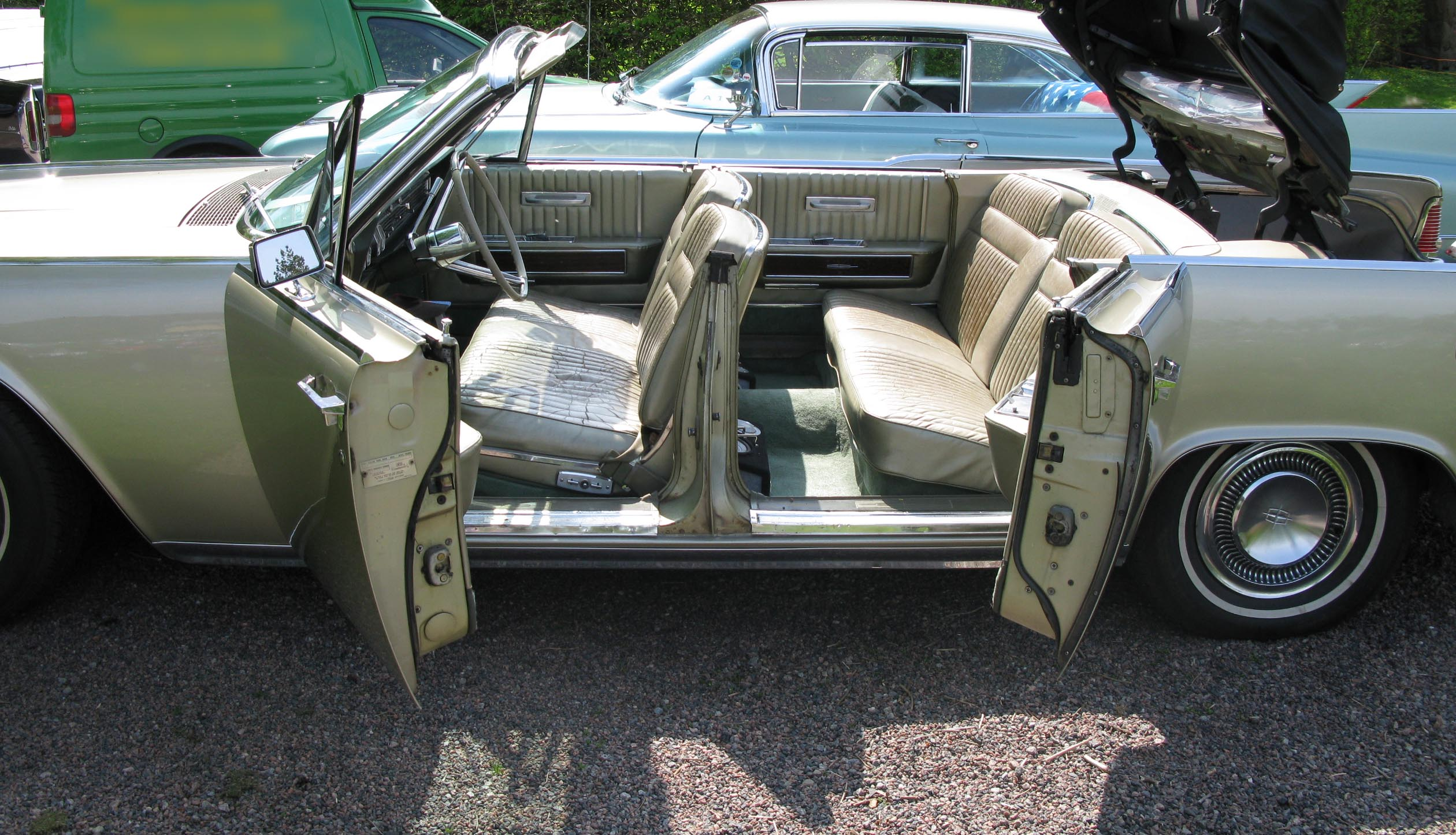
リンカーン・コンチネンタルコンバーチブル （1961 - 1969）

スーサイドドア（英: suicide door）は自動車のドアの形態のひとつ。
多くの自動車のサイドドアはヒンジが前（自動車の進行方向側）に、ロックやドアハンドルを含むラッチ機構が後ろにある。スーサイドドアとは、多くのドアとは逆にヒンジが後ろ・ラッチ機構が前にあるものを指す。
suicideとは自殺という意味である。この名前の由来について複数の説がある。
- 何らかの理由で走行中の自動車から飛び降りなければならなくなったときに、後ろ側に開いたスーサイドドアがあると、飛び降りるときドアにぶつかってしまうから。
- 通常のドアは走行中にドアが開いても風圧がしまる方向にかかるが、スーサイドでは風圧によりますます開いてしまい乗員が転落する危険があるから。

実際にスーサイドドアには上記のようなデメリットがある。
一方、メリットとしては、足元側が大きく開くため、特にキャブオーバー車など乗り降りしやすいとされる。
1960年代まではごく一般的な形式であり、著名な車種ではスバル・360やスバル・サンバー（初代）などで採用されていた。また、前部座席は通常のドア、後部座席はスーサイドドアの「観音開き」形式の車両もよく見られた。
シトロエン・タイプH（Hトラック）ではモデルライフ半ばで仕向地（輸出先）によってヒンジの位置を後ろから前に変更したが、安全性の向上と引き換えに乗降性は損なわれた。

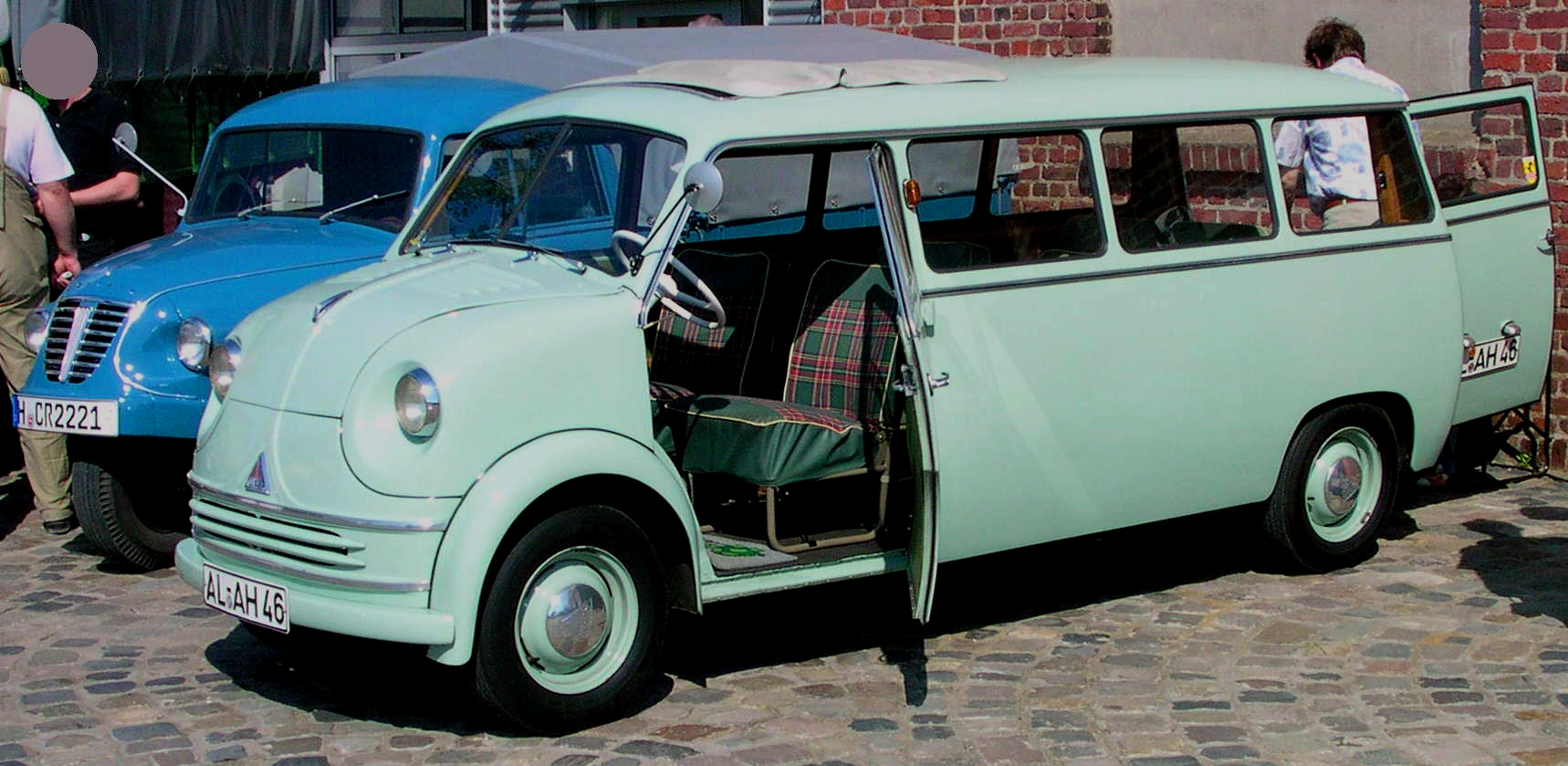
ロイト・LT600バン
（1955 – 1961)

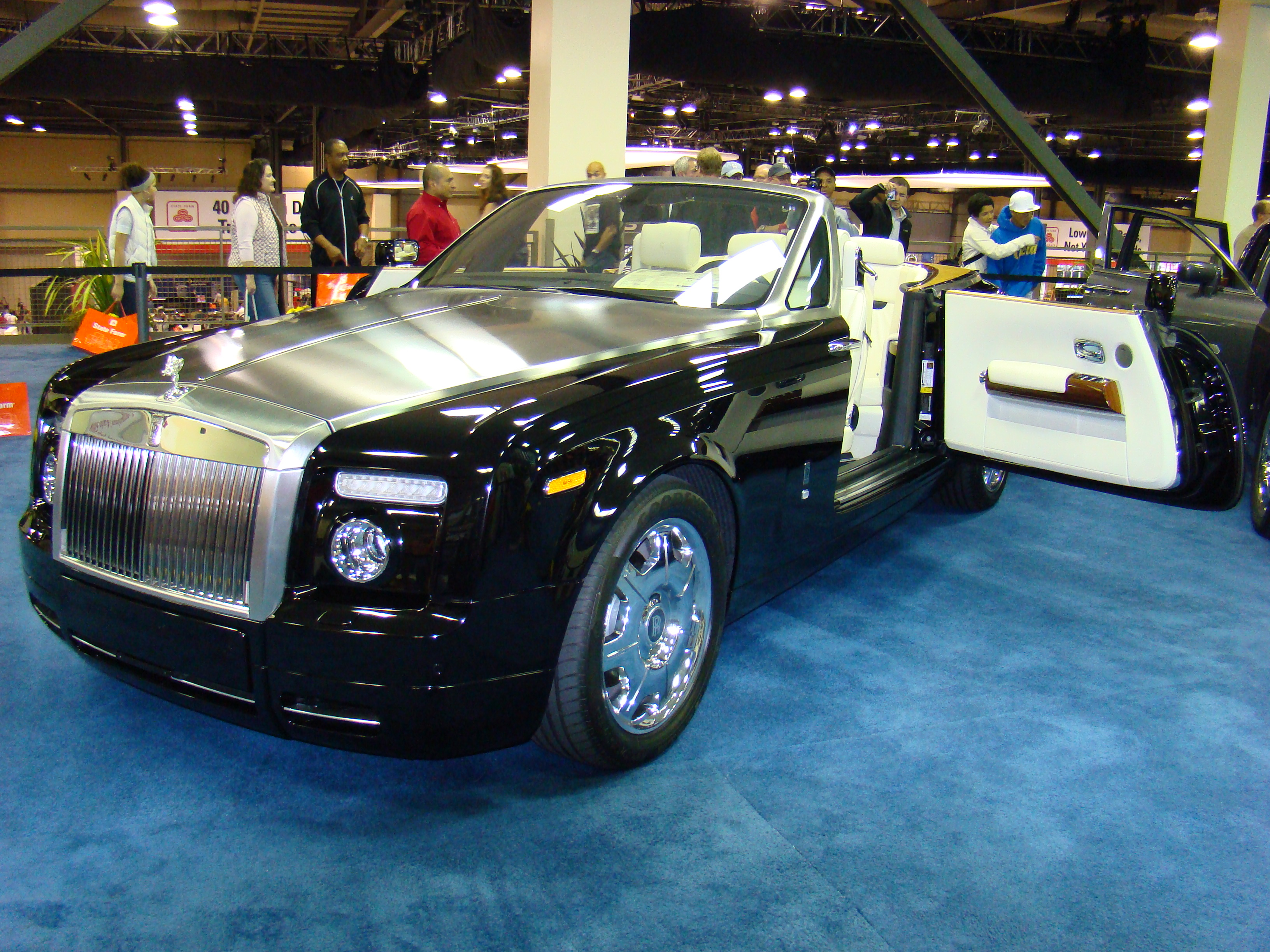
ロールス・ロイス・ファントム
ドロップヘッドクーペ（2007 -）

近年では、BMW傘下となったロールス・ロイスが付加価値のひとつとして採用している。また、カーショーなどに出品するカスタムカーに、見た目のインパクトを狙って取り付けられることもある。

## 採用例
- シトロエン・タイプH
- スバル・サンバー（初代）
- スバル・360
- フィアット・500
- フィアット・500 3＋1[1]
- フィアット・ムルティプラ600
- 三菱・ミニカ（初代）
- Wモータース・ライカンハイパースポーツ
- リンカーン・コンチネンタル　初代
- リンカーン・コンチネンタル　1961-1969年モデル

- リンカーン・コンチネンタル・コーチドア・エディション[2]
- ロイト・LT600バン
- ロールス・ロイス・ファントム
- ロールス・ロイス・レイス[3]